# Hednota ocypetes
Hednota ocypetes là một loài bướm đêm trong họ Crambidae.